# 회송
회송(回送)은 버스, 철도 등에서 여객 영업을 하지 않고 특정 역 또는 차량기지까지 차량을 이동시키는 일을 뜻한다.

## 갑종 회송(철도)
갑종회송은, 퇴역, 폐차, 시운전 등의 이유로, 열차를 다른 열차가 끌고 가는 것이다.

## 철도의 회송

### 회송의 유형
1. 차량기지에 입, 출고하는 차량
2. 고장차량을 대체하기 위해 출고되는 대기차량
3. 영업구간에서 여객취급을 하지 않고 운행하는 차량

### 행선안내기 표기
회송의 표기는 각국마다 다소 차이가 있다.

#### 대한민국
대한민국에서는 일반적으로 철도차량에서 한글로 "회송", 영어로 "Forwarding"으로 표기한다. 버스의 경우 일반적으로 특별한 표기를 하지 않거나 한글로 "회송" 또는 "운행 종료" 등으로 표기한다. "공장행"이라고 표시하는 경우도 있다.

#### 미국
미국에서는 "Not in Service"로 표기하며, 영국에서는 "Out of Service"로 표기한다.

#### 일본
일본에서는 "回送(회송)"으로 표기한다. 일본에서의 영문 표기는 각 운영사에 따라 차이가 있다.

#### 중화민국
중화민국에서는 "暫停服務(잠정복무)"로 표기한다.